# Castello di Castroreale
Il castello di Castroreale si trova a Castroreale, comune italiano della città metropolitana di Messina. Le vestigia pervenute sorgono sulla sommità del rilievo ove era documentato l'abitato dell'antica "Crizzina" o "Cristina", a poca distanza dall'attuale centro storico.
Elemento peculiare della fortificazione è il Mastio o maschio o dongione costituito da un torrione circolare raccordato con edifici di varie epoche. Una delle costruzioni cronologicamente più recenti ad esso aggregata, è destinata a ostello della gioventù.

## Premessa sulla vie di comunicazioni
Il territorio è attraversato dalla Via Consolaria Valeria sulla direttrice Messina - Palermo - Marsala Lilibeo (con gli insediamenti romani di Gala e Terme Vigliatore).

Nelle varie epoche successive i collegamenti con le capitali del regno sono assicurati da:
- Via per le Montagne, direttrice più sicura attraverso i rilievi dei Peloritani, Nebrodi, Madonie, altrimenti nota come Via Francigena, naturale proseguimento della Via dei Pellegrini. Denominata Strada Regia o "Regia Trazzera" in epoca bizantina, Castroreale ne costituiva posta intermedia sulla tratta Montalbano Elicona, Novara di Sicilia - Santa Lucia del Mela, Monforte San Giorgio, percorso documentato da al-Idrisi nel Libro di Ruggero del 1154. L'itinerario contemplava numerose istituzioni basiliane e "domus solaciorum" che garantivano spostamenti confortevoli e sicuri durante i frequenti trasferimenti di Ruggero II, di Enrico I, il collegamento attraversava gli ambienti ideali per le innumerevoli battute di caccia di Federico II e Federico III, fino al viaggio di rientro dell'imperatore Carlo V, vittorioso a Tunisi. Per rovine romane presenti lungo il sinuoso percorso è verosimilmente quella più coincidente con gran parte del tracciato della strada consolare.

1. Una diramazione attraverso Mandanici, costeggiava nell'immediate vicinanze Savoca, Roccalumera, Scaletta Zanclea, Calonerò, e consentiva l'ingresso da meridione alla città di Messina.
2. Da Novara di Sicilia e Montalbano Elicona deviando per Floresta, attraverso Randazzo, Moio Alcantara, Castiglione e Francavilla, si raggiungevano le alture di Castelmola e Taormina, per poi risalire lungo la litoranea Via Consolare Pompeia, alla città dello Stretto. In alternativa, attraversando il fiume Alcantara, scendere in direzione di Catania.
3. Da Randazzo costeggiando i versanti dell'Etna in senso antiorario attraverso Maniace, Bronte, Adrano, Biancavilla e Belpasso, per giungere infine a Catania.

- Via per le Marine, variante litoranea soggetta alle frequenti incursioni barbaresche. Castroreale è compresa tra le stazioni di posta di Milazzo e Tindari.

Di non facile determinazione quante e quali tratte coincidessero, si sovrapponessero o ne ricalcassero il tracciato col primitivo impianto romano, e quali fossero le interconnessioni tra esse. È certo che nelle varie epoche la combinazione e i raccordi tra varianti, portarono a preferire, piuttosto che ad escludere, il centro cittadino dai circuiti commerciali.
In epoca spagnola con la realizzazione di nuove e veloci strade rotabili, il tiepido decollo delle attività manifatturiere e industriali sulla piana, il progressivo inurbamento degli insediamenti costieri (corrispondenti ai fondachi sulla litoranea e ai caricamenti sulle spiagge), determinarono lo spopolamento delle campagne, il ribaltamento dei ruoli nei confronti delle nuove entità amministrative e il lento declino del borgo, relegandolo a funzioni di appendice satellite in epoca contemporanea.

## Storia

### Primitiva fortificazione durante l'Emirato di Sicilia

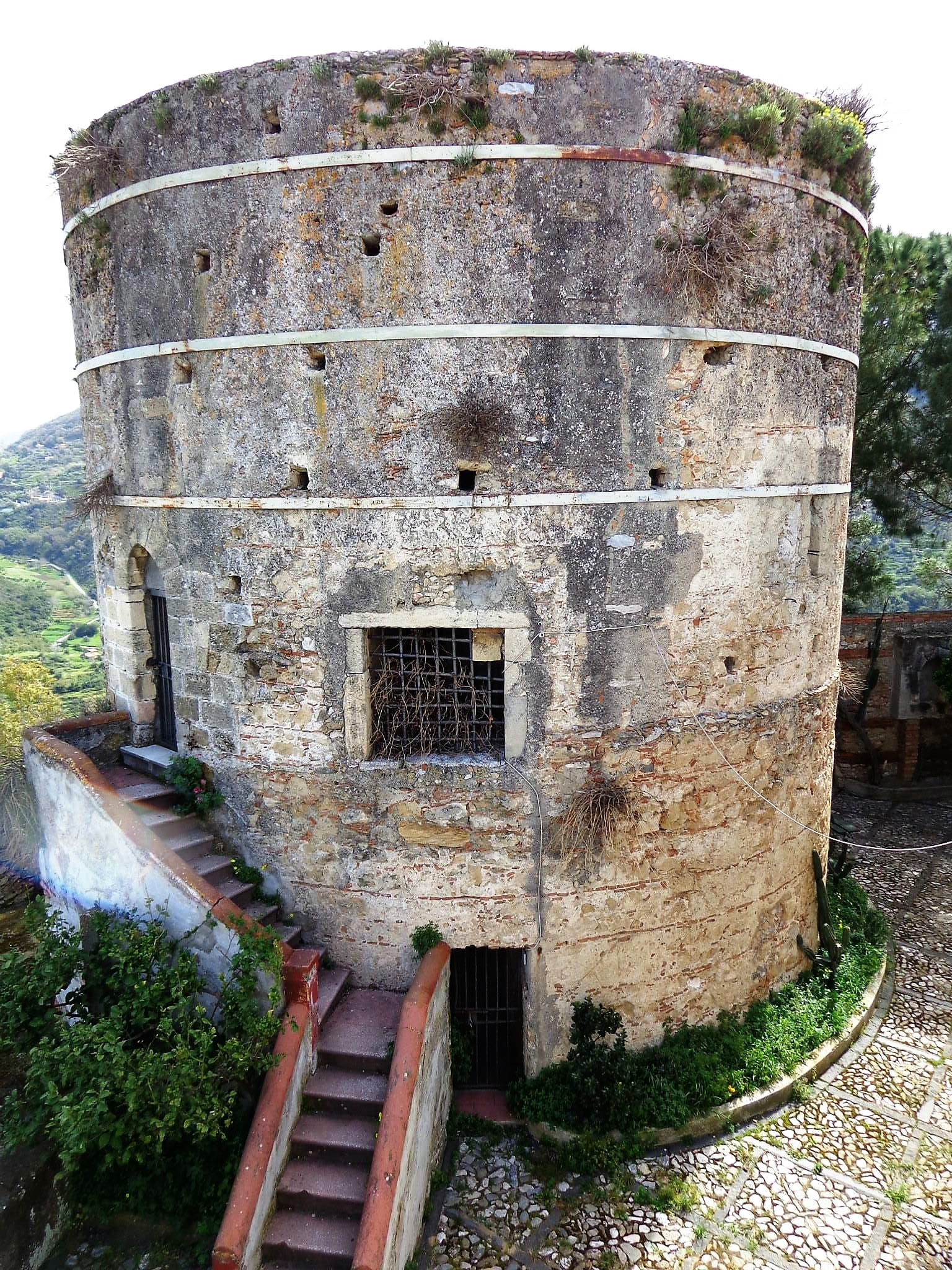
Torre.

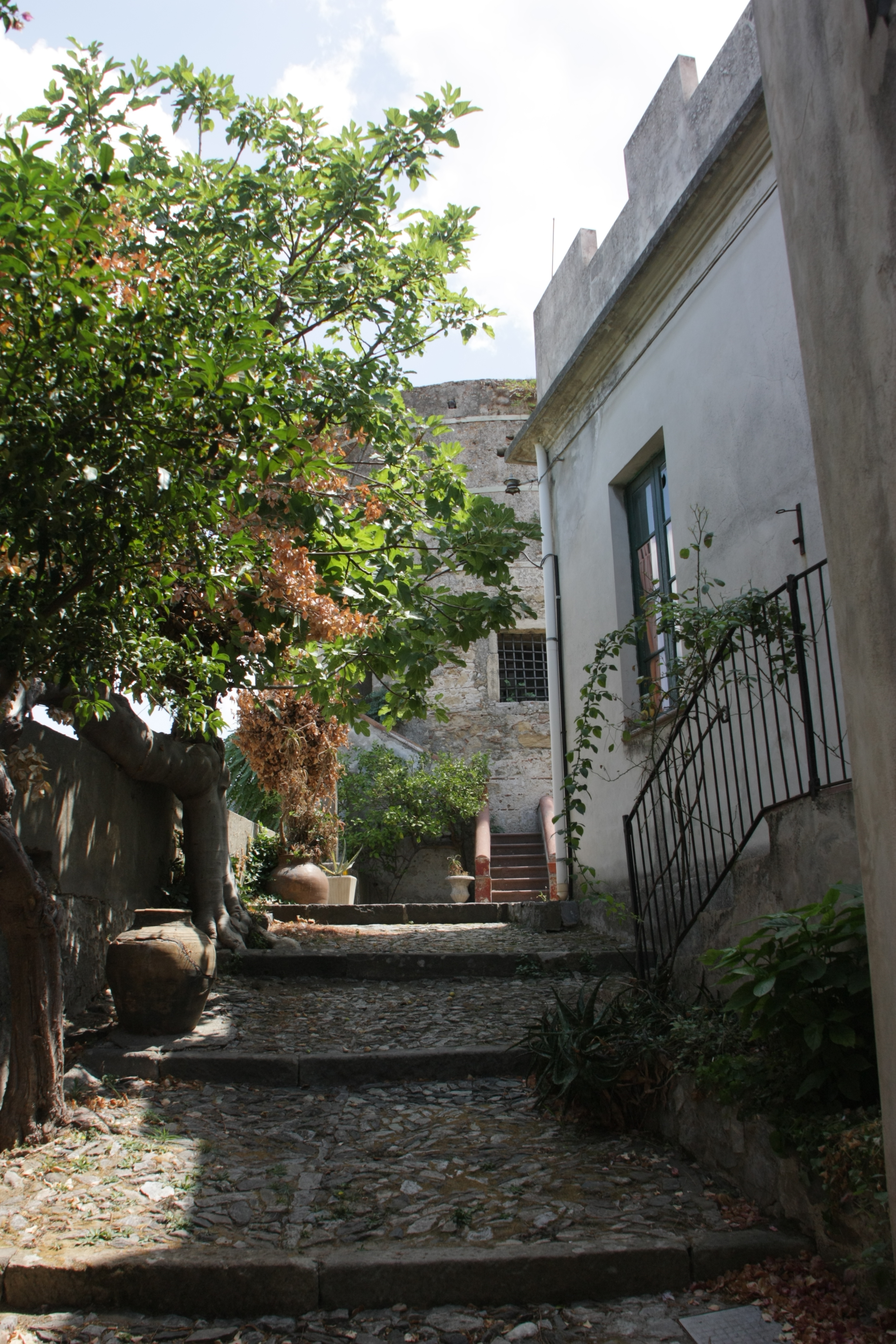
Ingresso.

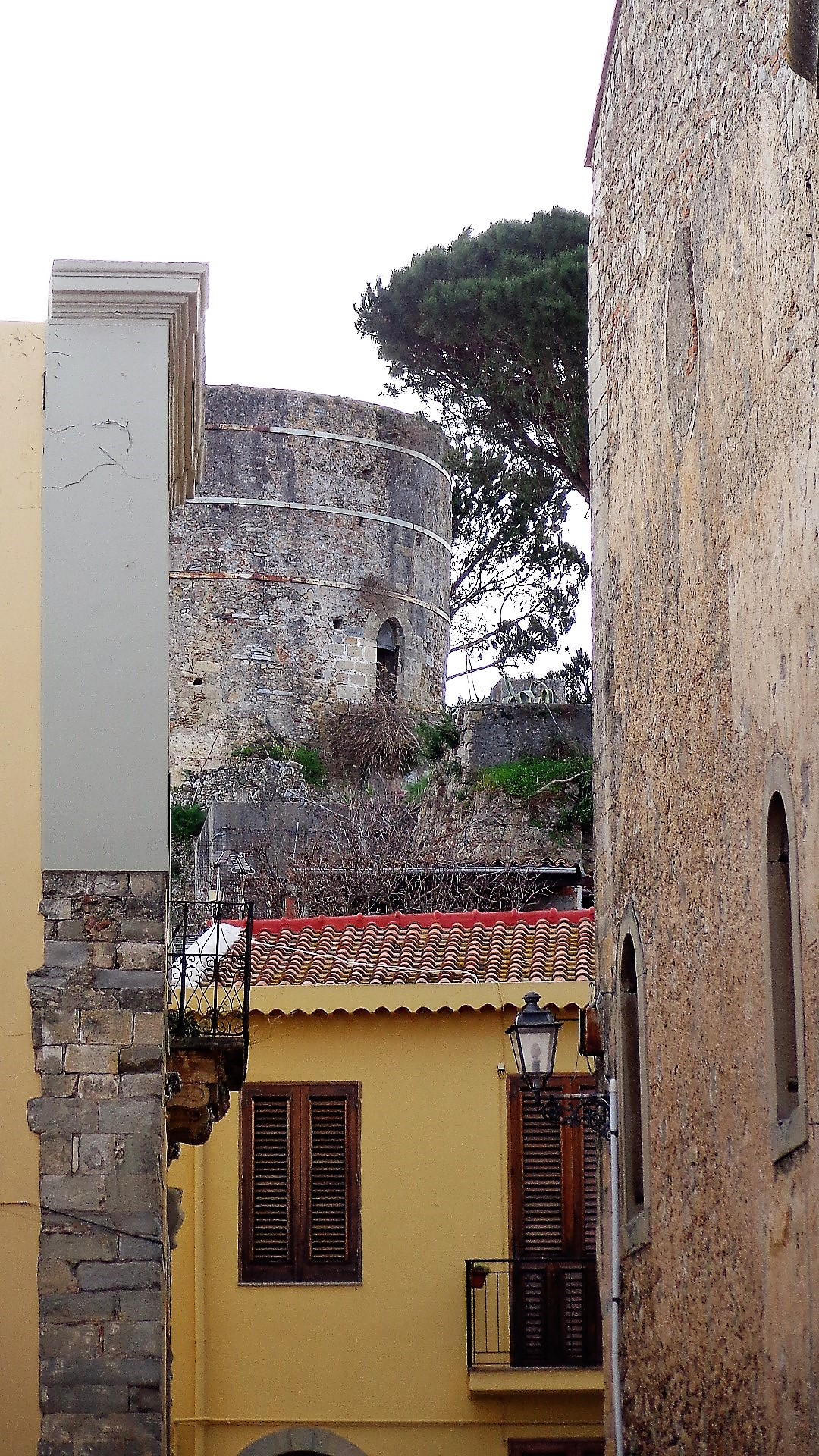
Castello, Monte di Pietà e chiesa del Santissimo Salvatore.

- 836 - 837, La presenza araba a Castroreale è legata al tentativo di conquista effettuato dall'armata di al-Fadl ibn Yaʿqūb, sostituito a settembre da un nuovo governatore, il principe aghlabide Abū l-Aghlab Ibrāhīm b. ʿAbd Allāh b. al-Aghlab, cugino dell'emiro Ziyādat Allāh. La flotta musulmana, condotta da al-Fadl ibn Yaʿqūb, devasta le Isole Eolie, espugna diverse fortezze ubicate sulla costa settentrionale della Sicilia, tra cui la vicina fortificazione di Tyndaris, come riferisce Michele Amari, cultore orientalista di storia islamica.
- 888, Il dominio arabo nel comprensorio è riaffermato dalla battaglia di Milazzo che sancisce la definitiva sconfitta della flotta comandata da Niceforo Foca nel vano tentativo di riconquista.
- 903 - 905, Sulla costa tirrenica verso oriente l'ultima fortezza cristiana a cadere in mano musulmana è Rometta. Salvo numerosi tentativi di riconquista sulla costa orientale jonica, ultimo baluardo bizantino a capitolare rimane Messina.

### Fortificazione durante il Regno di Sicilia
Esclusi gli insediamenti satelliti, il primitivo nucleo di Castroreale nasce a partire dall'età normanno - sveva. All'epoca l'abitato originario è un semplice casale con la denominazione di Cristina o Crizzina.
- 1092, Con la riconquista normanna il feudo è assegnato da Ruggero I di Sicilia ai discendenti del casato di Goffredo Borrell, fidi guerrieri strettamente legati per vincoli di parentela al fratello Roberto il Guiscardo: la figlia Matilde d'Altavilla è sposa di Raimondo Berengario II, conte di Barcellona. Il fortilizio e la castellania, congiuntamente alle altre numerose altre simili entità del Vallo di Milazzo, costituiscono il "tenimentum di Milazzo".
- XIV secolo, Il castello svolge un ruolo importante durante gli scontri tra Angioini di Napoli e Regno di Sicilia nel contesto delle Guerre del Vespro.
- 1324, Federico III di Sicilia col "Privilegium Regis" premia la fedeltà dimostratagli dalla città durante la lotta contro gli Angioini, pertanto, promuove la ricostruzione e il potenziamento di un "castrum et fortilicium", concede agevolazioni per popolare il territorio, costituendo un insediamento stabile intorno al fortilizio ricostruito. L'intendimento è quello di creare una piazzaforte di difesa della Piana di Milazzo, prospiciente al litorale tirrenico, idonea al controllo delle vie interne di accesso alla catena peloritana, verso i centri fortificati della costa ionica.
- 1330 ca., Federico III di Sicilia, concentrando gli abitanti di molti villaggi Curatio, Nasari, Protonotario, Bilichi, Rudi, ricostruisce e potenzia il castello come riferisce lo storico documentatore Tommaso Fazello.

Al toponimo di Castro, riconosciuto al ricostruito abitato, è aggiunto l'appellativo Reale. La nuova denominazione sta a indicare la città ospitante una delle "domus solaciorum" regie, ovvero l'insieme di attrattive ove effettuare le lunghe battute di caccia, gli ozii, i sollazzi e i diletti del sovrano, alla stessa stregua dell'avo Federico II di Svevia o Federico II di Sicilia.
Sotto il regno di Federico III di Sicilia il borgo è assegnato a Ferrario de Abellis;
- 1360, Il possedimento è assegnato a Vinciguerra d'Aragona, barone di Militello, regnante Federico IV di Sicilia;[3]
- ?, Il possedimento è assegnato a Raimondo de Azuar, regnante Maria di Sicilia;
- 1399 ca., Il possedimento è assegnato a Bartolomeo Gioieni, nobile e ribelle della casata angioina discendente da Carlo d'Angiò, segretario del futuro re Martino I di Sicilia il Giovane;
- 1408, Il possedimento è assegnato a Federico Spadafora, barone di Venetico, regnante Martino I di Sicilia il Giovane;

### Epoca del Viceregno di Sicilia
- 1535, Il castello resiste alle ammutinate truppe spagnole della Goletta durante la lunga contesa ottomana di Tunisi. Il viceré García Álvarez de Toledo y Osorio riesce a ridimensionare e ricomporre la rivolta. L'episodio è inserito nel lungo contesto degli scontri tra le flotte navali di Carlo V d'Asburgo e l'ammiraglio turco - ottomano Khayr al-Din Barbarossa. Preludio all'epica Battaglia di Lepanto.
- 1558, La fortificazione è descritta da Tommaso Fazello come castello molto grande posto su una rupe precipite.
- 1608, Il possedimento passa a Francesco Ardoino, marchese di Roccalumera, ottenendolo per dote dai Gioieni regnante Filippo III di Spagna.
- 1650, È possedimento del principe di Carini appartenente alla nobile famiglia La Grua, regnante Filippo IV di Spagna.
- 1674 - 1678, Per la sua posizione strategica il maniero costituisce presidio militare durante la rivolta antispagnola di Messina.[4]

### Epoca del Regno di Sicilia sotto la Dinastia dei Borbone e Regno delle Due Sicilie
- 1750 ca., La fortificazione è menzionata come " ... rocca di figura orbicolare con preposte fortificazioni'".
- 1813, Castroreale è elevato a capoluogo di distretto.
- 1848, Con la resa di Messina ai Borboni, Castroreale diviene sede di istituzioni provinciali.
- 1860, È teatro d'azioni militari dell'epopea garibaldina inseriti nell'ambito degli scontri della Battaglia di Milazzo per la liberazione dai Borboni della cittadella fortificata di Milazzo.[5]

### Epoca del Regno d'Italia
- ?, Gli ultimi signori investiti della castellania sono stati i Paratore, baroni di Tripi.
- 1875 ca., Destinazione della struttura a carcere mandamentale.

### Il castello oggi
Il castello è di proprietà comunale.

## Cappella Palatina
In epoca aragonese costituiva cappella palatina l'adiacente chiesa della Candelora.

## Personaggi legati al castello
- Alfonso V d'Aragona, 1435 visita la città.